# Miraces dichroa
Miraces dichroa es una especie de insecto coleóptero de la familia Chrysomelidae.
Fue descrita por Suffrian en 1868.